# 舞凤街道
舞凤街道，是中华人民共和国四川省南充市顺庆区下辖的一个乡镇级行政单位。

## 行政区划
舞凤街道下辖以下地区：
燕儿窝社区、清泉寺社区、镇江路社区、周家坝社区、马市铺社区、石油路社区、油院路社区、将军路社区、仁和路社区、环都路社区、世纪城社区、鹞石子社区、清源社区。